# サブ・ポップ
サブ・ポップ（Sub Pop）は、アメリカ合衆国ワシントン州シアトルにあるインディペンデント・レコード・レーベルである。ニルヴァーナ、サウンドガーデン、マッドハニーなどグランジ・ロックを代表するバンドの多くが最初に契約したレーベルであり、1990年代前半のグランジ・ブームの立役者とされる。その後も多くのバンドを輩出し、2011年現在ではアメリカを代表するオルタナティヴ・インディペンデント・レーベルの一つとなっている。
2003年にリリースされたザ・ポスタル・サーヴィスのアルバム『ギヴ・アップ』がニルヴァーナの『ブリーチ』以来のゴールド・ディスクを獲得し、また2007年にリリースされたシンズのアルバム『ウィンシング・ザ・ナイト・アウェイ』がビルボード200で初登場2位を記録している。

## 沿革
1979年、ワシントン州オリンピアにおいて、ファンジン『Subterranean Pop』（2刊目からは『SUB POP』に名称変更）がブルース・パビットにより発行される。当初は雑誌だけだったが、1981年からはいくつかのバンドの音源をまとめたコンピレーションテープも付くことになる。
1986年に、パビットともう1人、ジョナサン・ポーンマンがシアトルに引っ越して本格的にレーベルがスタート。
きっかけはジョン・ポントマンという発掘人が仕切っていた、グリーン・リヴァーとサウンドガーデンのライブをパビットが見たことであった。後に2つのバンドと契約することになる。
第一弾としてソニック・ユース、少年ナイフらが参加したコンピレーションLP『サブ・ポップ 100』をリリースする。同年にグリーン・リヴァーのEP『デイ・アス・ア・ボーン』をリリースした後、1987年にサウンドガーデンの『スクリーミング・ライフ』をリリースする。
1988年にはニルヴァーナ、サウンドガーデン等が参加したコンピレーションアルバムサブ・ポップ 200をリリース。
やがて、会員制の通販組織「シングルズ・クラブ」（会費を払って会員になると所属ミュージシャンのシングルが毎月1枚郵送されるというもの）を始め、これによりサブ・ポップの名が全米に広まることとなる。なお、「シングルズ・クラブ」の最初のシングルリリースは、1988年11月のニルヴァーナの「ラヴ・バズ / ビッグ・チーズ」であった。
また、「シングルズ・クラブ」は1993年から1998年まで一時中断した後、2002年に終了した。
1996年に、サブ・ポップ創設者であるパビットは、「家族との時間を大切にしたい」という理由でレーベルを去っている。

## 所属ミュージシャン（過去に在籍したミュージシャンも含む）
- アース - Earth
- アイアン・アンド・ワイン - Iron & Wine
- アフガン・ウィッグス - The Afghan Whigs
- アルバム・リーフ - The Album Leaf
- ヴァセリンズ - The Vaselines
- ウルフ・パレード - Wolf Parade
- エー・フレイムズ - A Frames
- L7 - L7
- カンセイ・ジ・セール・セクシー - Cansei de Ser Sexy
- グリーン・リヴァー - Green River（パール・ジャムとマッドハニーの前身）
- サウンドガーデン - Soundgarden
- サニー・デイ・リアル・エステイト - Sunny Day Real Estate
- ジーザス&メリーチェイン - The Jesus And Mary Chain
- シンズ - The Shins
- セイント・エティエンヌ - Saint Etienne
- タッド - Tad
- チャイ - CHAI
- デス・キャブ・フォー・キューティー - Death Cab for Cutie
- ドワーヴス - Dwarves
- ニルヴァーナ - Nirvana
- バンド・オブ・ホーセズ - Band of Horses
- ビーチ・ハウス - Beach House
- フライト・オブ・ザ・コンコーズ - Flight of the Conchords
- フリート・フォクシーズ - Fleet Foxes
- ヘラコプターズ - The Hellacopters
- ヴェロシティー・ガール - Velocity Girl
- ザ・ポスタル・サーヴィス - The Postal Service
- ホット・ホット・ヒート - Hot Hot Heat
- マルガリータス・ポドリダス - Margaritas Podridas
- マッドハニー - Mudhoney
- レッド・ハウス・ペインターズ - Red House Painters
- ロウ（英語版） - Low